# Steenkoolmijn van Waterschei
De Steenkoolmijn van Waterschei was een van de zeven mijnen van het Kempens steenkoolbekken. Deze Kempense mijnzetel was gevestigd in het stadsdeel Waterschei van de Belgische stad Genk.
De concessie tot uitbating van steenkool werd op 1 augustus 1906 verleend met als concessienaam André Dumont-sous-Asch, 2950 hectare groot, in 1912 uitgebreid tot 3080 hectare. Het kapitaal van de uitbatingsmaatschappij, Société anononyme André Dumont-sous-Asch, later afgekort tot Charbonnages André Dumont, was voornamelijk in handen van Belgische ondernemingen en rijke Belgische industriëlen.
Steenkool werd voor het eerst in 1924 gedolven op verdiepingen op 560, 647, 700, 807, 920, 980 en 1040 m diepte. In 1949 was de tewerkstelling maximaal - 6834 mijnwerkers. Het topjaar qua productie was 1968 met 1.490.700 ton. De totale productie bedroeg 72.453.000 ton.
De mijn werd op 10 september 1987 gesloten.

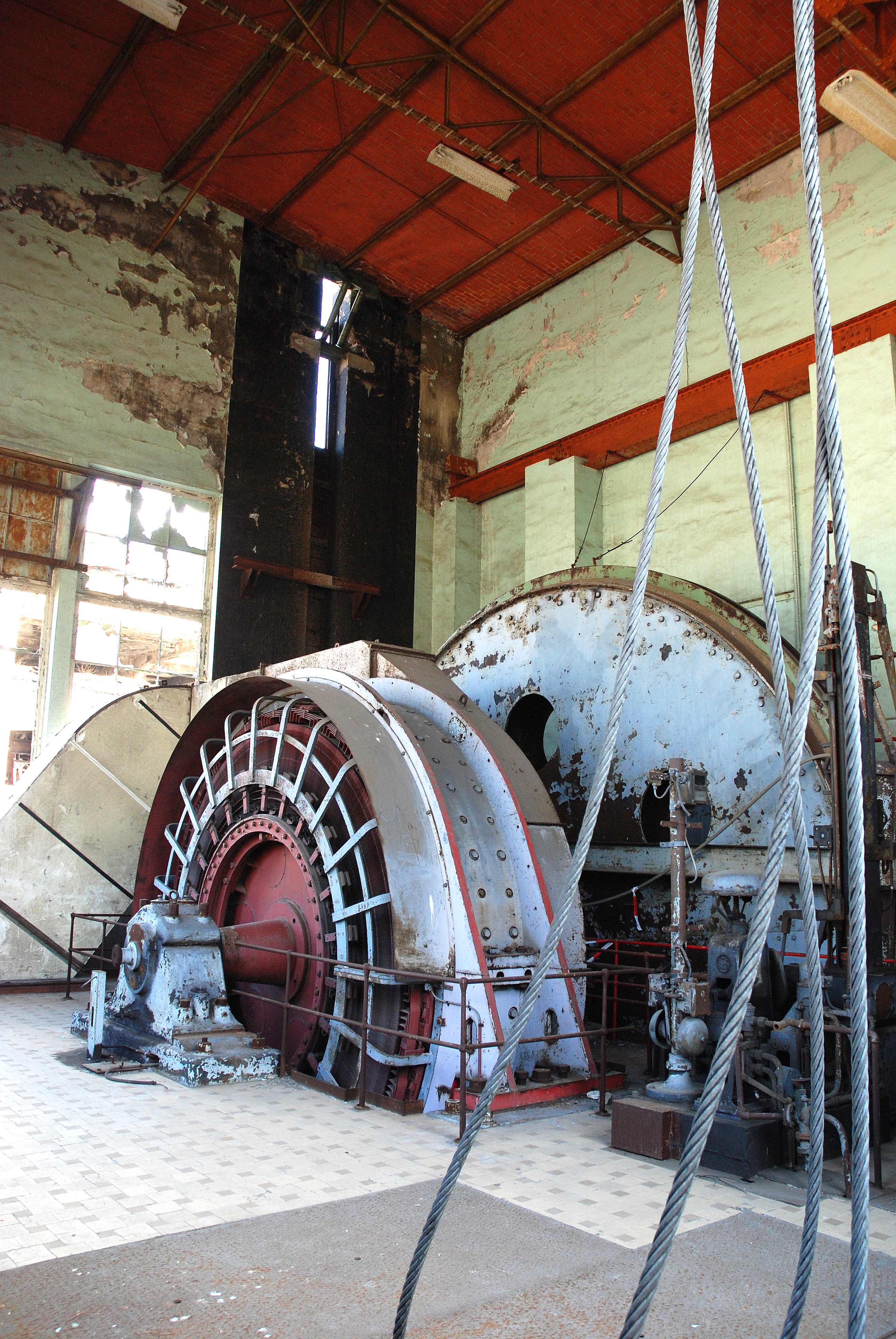
Het Koepesysteem in Waterschei

## André Dumont en Waterschei
De mijn van Waterschei is verbonden met de figuur van André Dumont. Nochtans was het in de buurgemeente As dat Dumont in 1901 voor het eerst steenkool aantrof in Limburg. De bestuurders van As verkozen echter een landbouwersgemeente te blijven waardoor de inplanting van de mijn in Waterschei gebeurde. De eerste huizen voor de arbeiders, weliswaar voor de steenkoolmijn van Zwartberg waren toen al in As gebouwd.

## De schachtafdieping
De mijningenieurs kozen voor een voorzichtige en geleidelijke aanpak van de afdieping van de mijnschacht. Ze verliep in drie fasen: bevriezing tot 380 meter, voorafgaande cementinspuiting en een tweede bevriezingscyclus vanaf 466 m tot in de laag gevormd door het Carboon die men aantrof op 560 m diepte. Schacht I bereikte een diepte van 1208 m, schacht II 1088 m, een record voor het Kempens steenkoolbekken.
De uitbaters overwogen een tijdlang een tweede exploitatieschacht te bouwen in het oosten van het concessiegebied omdat de mijnzetel in het uiterste westen ervan lag. De steenkoolcrisis van 1958 verplichtte hen deze plannen op te bergen.
Ondergronds vertoonde de concessie veel breuken en verzakkingen (tot 170 m) van de steenkoollagen. Dat veroorzaakte meer last dan elders met waterdoorsijpeling en de aanwezigheid van mijngas (synoniem voor methaan). Dit is ook de reden waarom deze mijn zeven verdiepingen telde. Omdat de inplanting van de mijnzetel helemaal in het westen lag, was men verplicht ondergronds een verbinding te maken met de steenkoolmijn van Eisden om de gangen voldoende te kunnen ventileren.
Ondanks het in verhouding grote aantal ingenieurs had deze mijn de reputatie ondergronds onoverzichtelijk en rommelig te zijn.
Ook hier paste men het Koepesysteem toe bij het transport in de hoofdschachten.

## Ramp in 1929
Op 30 maart 1929 kwamen bij een mijngasontploffing 24 mijnwerkers om het leven en werden er een aantal zwaargewond. Het schieten (tot ontploffing brengen van springstof) aan het front van een steengang was de oorzaak. Men probeerde de moeilijk te blussen brand te doven door de gang af te sluiten. Dat leidde de dag nadien tot een nieuwe ontploffing waarbij drie redders omkwamen. Deze ramp was de zwaarste in het Kempens steenkoolbekken.
Deze ramp zorgde mee voor de kwalijke reputatie van de koolmijn. In de mijn van Waterschei gebeurden er meer ongevallen dan in de andere mijnen. Tussen 1945 en de sluiting in 1987 vielen er 124 doden bij het werk in die mijn. In Winterslag waren er in die periode 51 dodelijke ongevallen.
In 1983 vermeldden de statistieken van Waterschei voor dat jaar 851 gewonden als gevolg van instortingen en vallende stenen, 102 gewonden bij ondergronds vervoer, 262 door machines of gereedschappen en vier door elektriciteit. Dat jaar werkten er 3600 arbeiders in de mijn waarvan 2800 ondergronds.

## Manifesta 9
In de zomer van 2012 vond Manifesta de reizende Europese Biënnale voor Hedendaagse Kunst plaats in het voormalig mijngebouw van Waterschei.
Een jaar later vormde de mijnsite het decor van Harmonic Fields. Het kunstproject van de Franse Pierre Sauvageot is een verzameling van 500 instrumenten, die uitsluitend bespeeld worden door de wind.

## Mijndepot
In het hoofdgebouw is het Mijndepot Waterschei gevestigd. Dit depot toont machines en gereedschap dat in de Limburgse mijnen werd gebruikt. Het is een aanvulling van het Vlaams Mijnmuseum dat op de locatie van de steenkoolmijn van Beringen is gevestigd.

## Thor Park
Op het Thor Park, de voormalige site van de steenkoolmijn van Waterschei, ontwikkelt de stad Genk in samenwerking met LRM (Limburgse Investeringsmaatschappij) een bedrijventerrein met wetenschapspark. Het terrein omvat 93 hectare die beschikbaar zijn voor de vestiging van kennisgeoriënteerde bedrijven en onderzoeksinstellingen. De site omvat drie deelgebieden:
- het wetenschapspark (circa 20 ha);
- het hoogwaardig bedrijvenpark;
- het voormalige hoofdgebouw van de mijnzetel. Het statige hoofdgebouw, met een oppervlakte van circa 22.000 vierkante meter, krijgt een faciliterende functie binnen het Thor Park. Na de renovatie van de rechtervleugel, zullen in dit gebouw diensten ondergebracht worden ten behoeve van de bedrijven, de werknemers en de instellingen op het Thor Park.

De site wordt ontwikkeld volgens een hoogwaardig concept op gebied van architectuur, omgevingskwaliteit, duurzaamheid en parkbeheer.

## Galerij

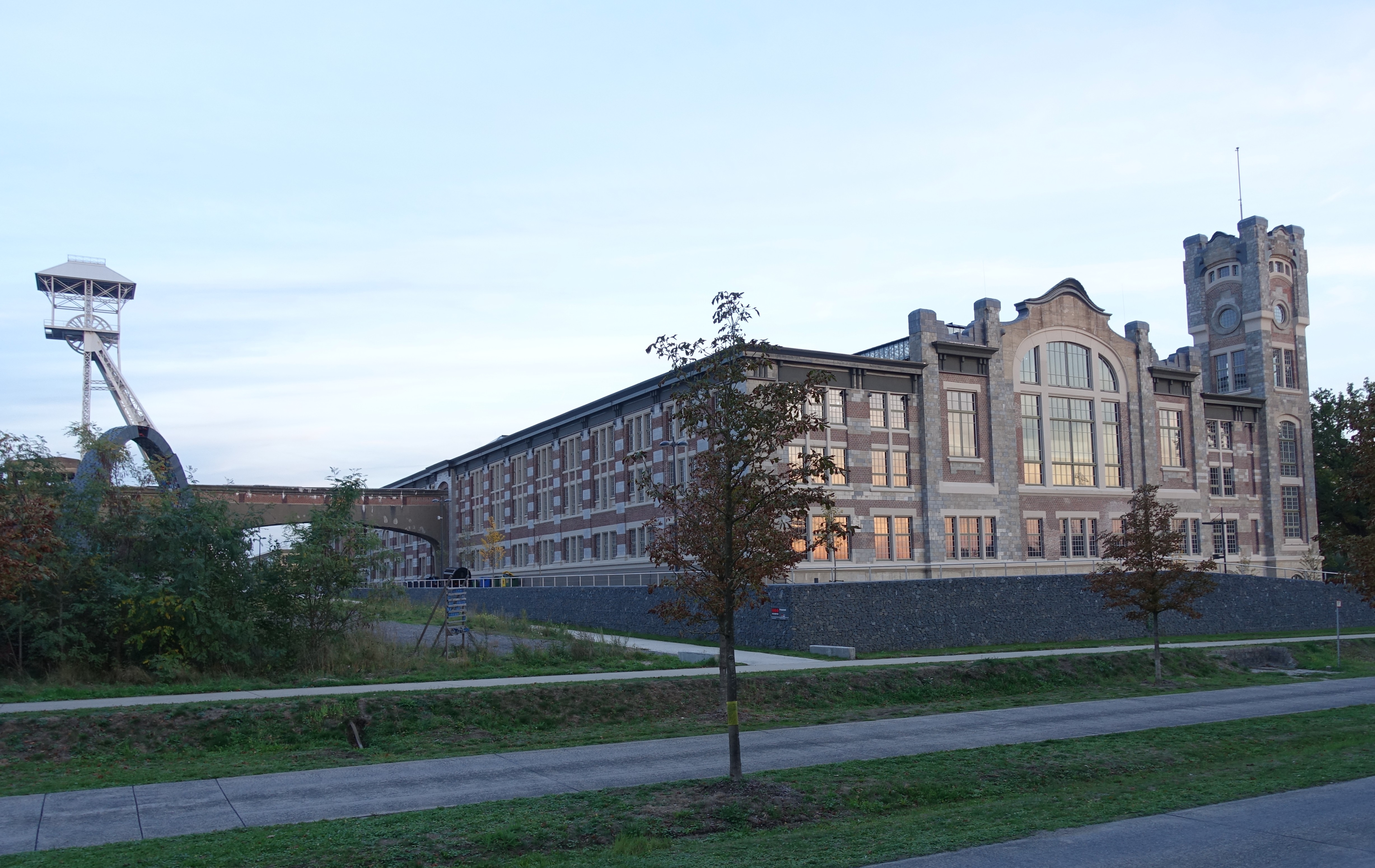
Hoofdgebouw
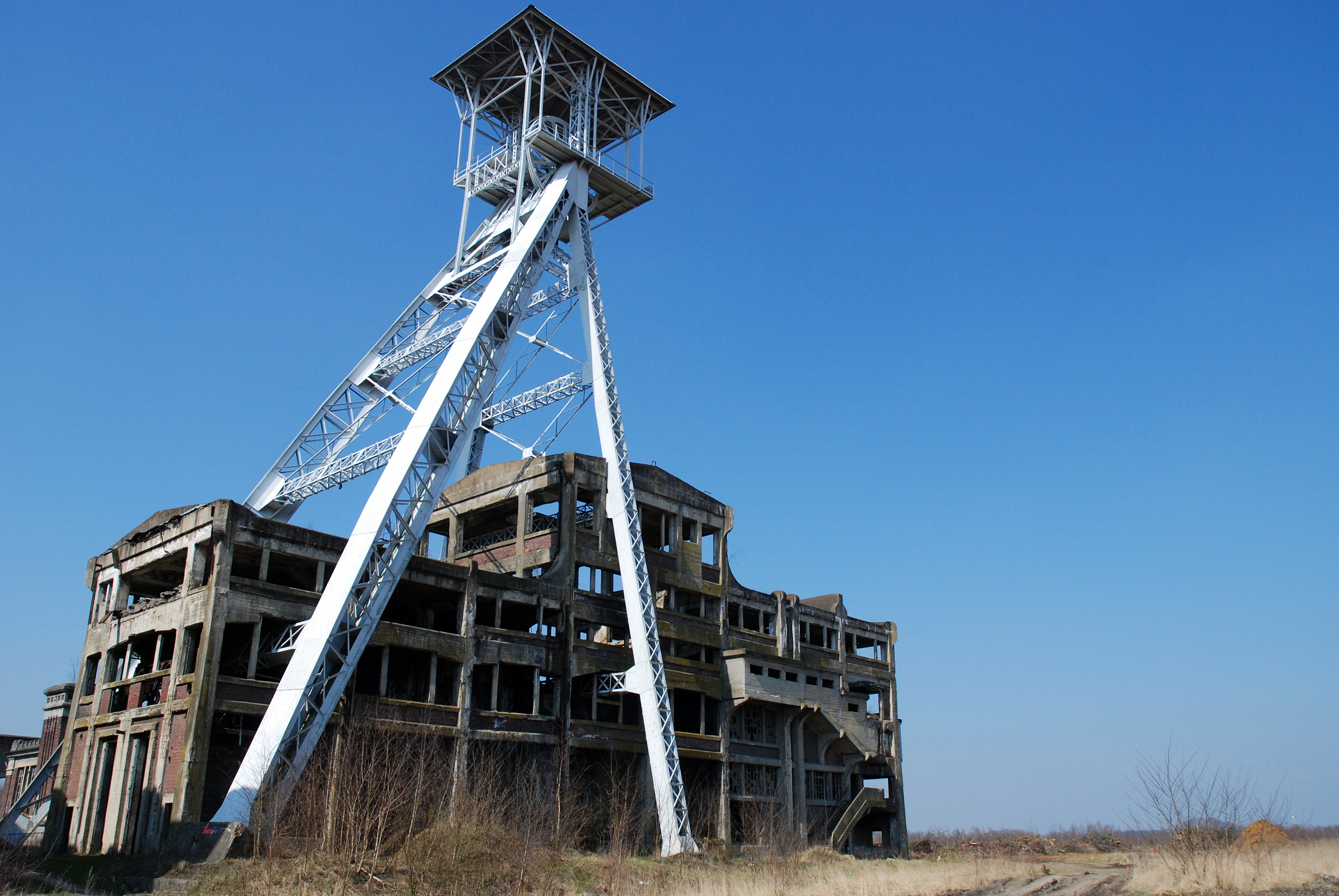
De schachtbok
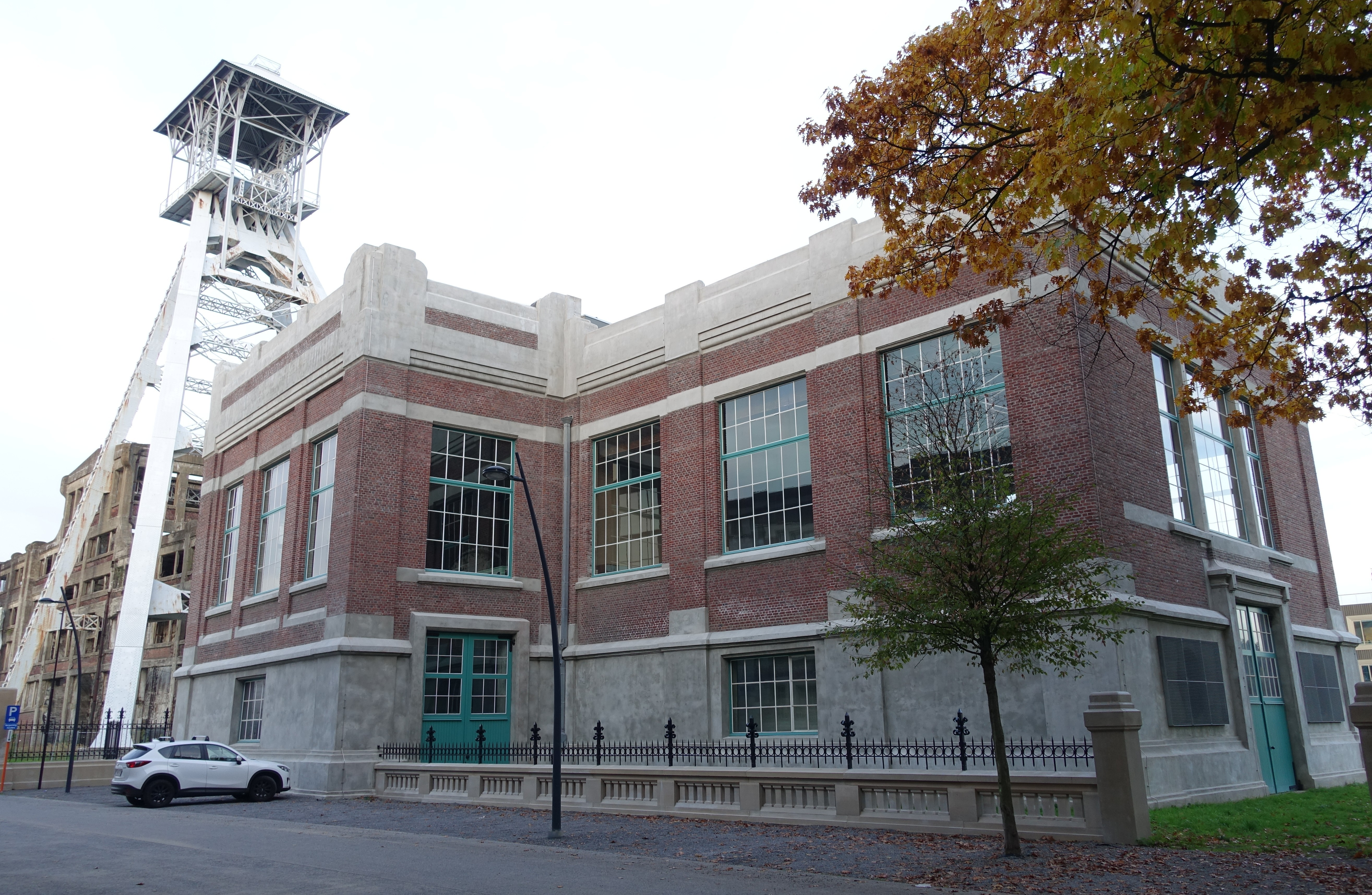
Ophaalgebouw
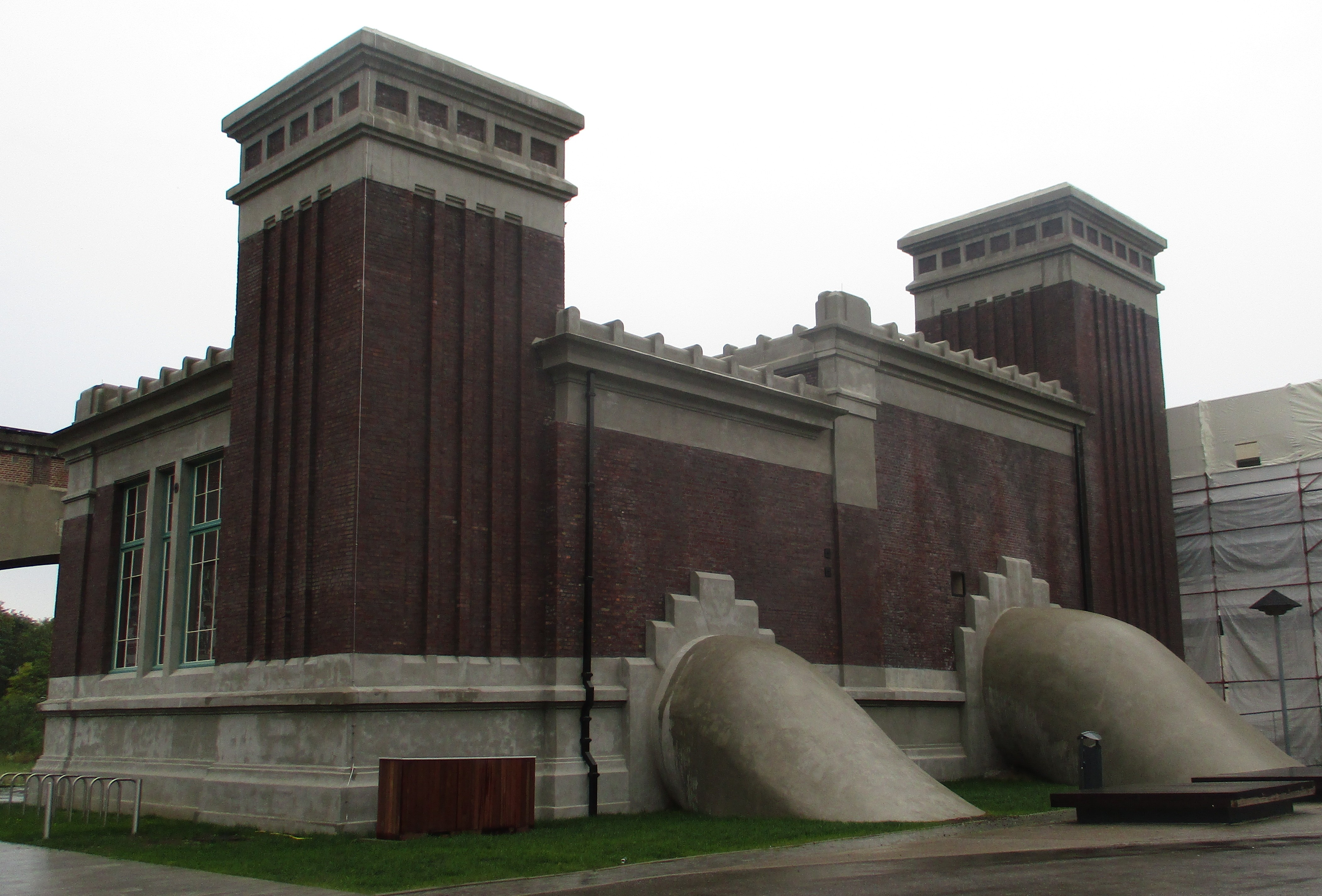
Ventilatorgebouw
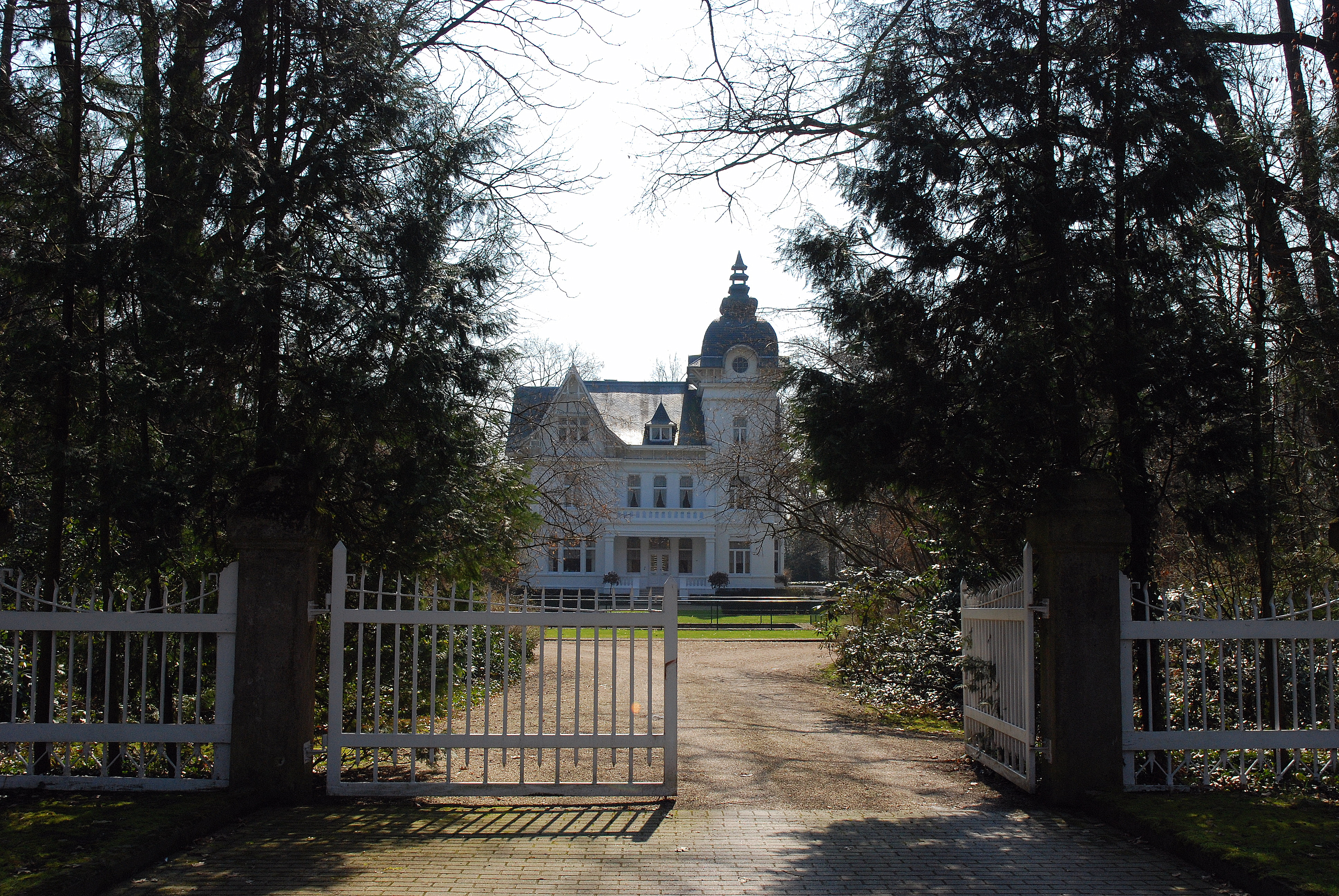
Woning van de directeur
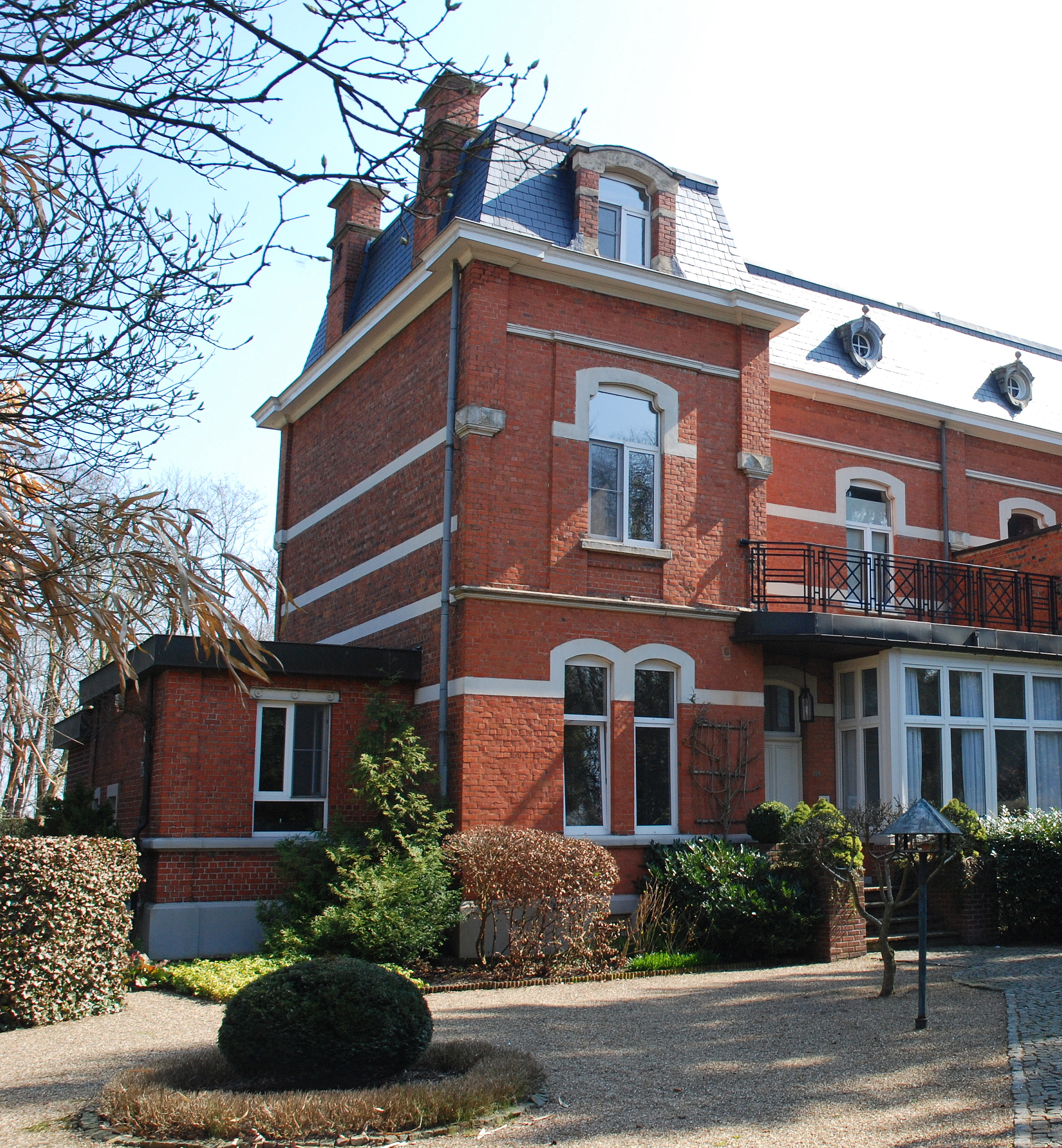
Woning van een ingenieur